# María Fernández de Luna
María Fernández de Luna (f. después de 1347) fue una noble aragonesa del sigo XIV, perteneciente a la casa de Luna.

## Ascendencia
Fue hija de Artal III de Luna, VIII señor de Luna y II señor consorte de Segorbe, y de su primera esposa Constanza Pérez de Aragón, II señora de Segorbe, y hermana de padre de Lope de Luna, IX señor y I conde de Luna y III señor de Segorbe.

## Matrimonios
Se casó en 1333 con Juan Alfonso de Haro, señor de Cameros, y tras ser ajusticiado este último en 1334, sin descendencia, casó de segundas con Juan Alfonso de la Cerda, señor de Gibraleón, el Real de Manzanares y Huelva en 1340, sin descendencia.